# Hangbrücke

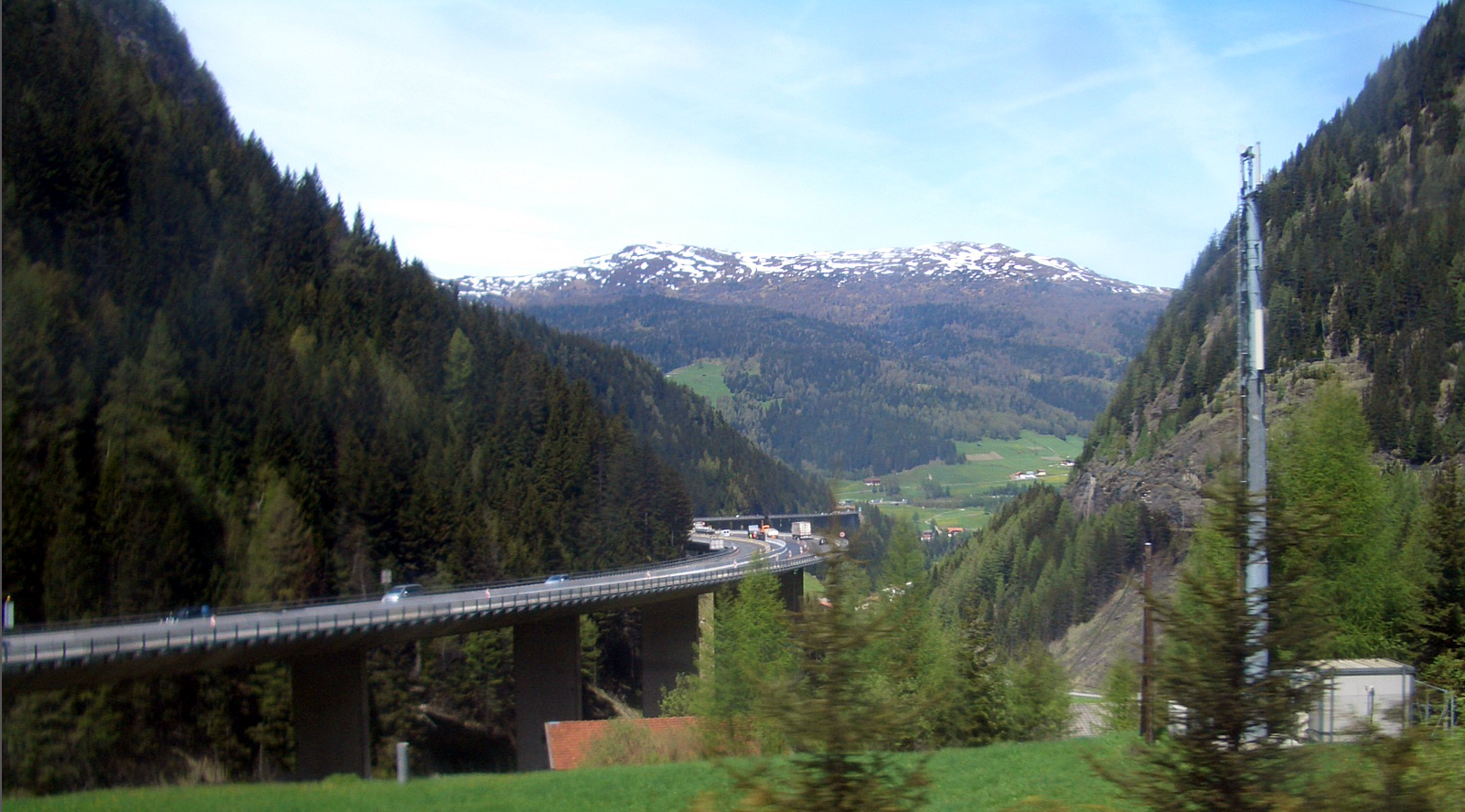
Luegbrücke der Brennerautobahn

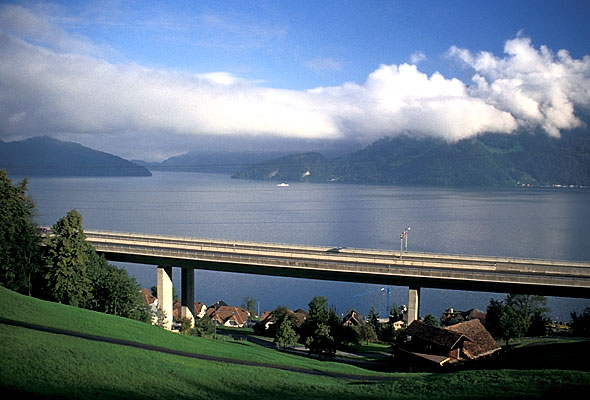
Lehnenviadukt bei Beckenried

Als Hangbrücke, in der Schweiz im Regelfall Lehnenviadukt, wird eine Straßen- oder Eisenbahnbrücke bezeichnet, die an einem steilen Berghang einen Hangabschnitt überwindet. Bei instabilen Geländeverhältnissen muss sie auf tiefgegründete Pfeiler aufgesetzt werden. Durch spezielle Abschirmung der Pfeiler können Erdrutsche der Brücke im Allgemeinen nichts mehr anhaben.
Lange Hangbrücken wurden in Österreich Mitte der 1960er Jahre beim Bau der Brenner Autobahn – der wichtigsten Transitroute durch die Ostalpen – im Nordtiroler Wipptal etwa 20 km südlich der Europabrücke – errichtet. Am längsten ist mit 1804 m die Luegbrücke. Sie verläuft längs eines Rutschhanges, der bis zu 50° steil ist, nur mit größten Schwierigkeiten zu vermessen war und auch einige Wildbachverbauungen aufweist. Die Brücke ist in 36- bzw. 72 m lange Spannbeton- bzw. Stahltragwerke gegliedert, die gelenkig verbunden sind und 2002 generalsaniert wurden.
Das Lehnenviadukt Beckenried am Vierwaldstättersee ist dort mit 3147 m Länge das größte Bauwerk. Erwähnenswert ist auch das Chillon-Viadukt am Genfersee mit einer Länge von 2100 m.
Die erste große Hangbrücke war in Deutschland die Krahnenbergbrücke bei Andernach aus dem Jahr 1961. Das 1080 m lange Bauwerk entlang des Rheins ist Teil der Bundesstraße 9, die im Brückenbereich vier Fahrstreifen hat.
Die erste Hangbrücke der USA war das 1983 fertiggestellte Linn Cove Viaduct im Zuge des Blue Ridge Parkway, das wegen des geforderten Schutzes der unberührten Natur erforderlich wurde.
Oft werden Hangbrücken – wie auch die Luegbrücke – in größerer Höhe über einem Flussbett errichtet. Sehr hochgelegene Brücken können eventuell oberhalb der in alpinen Lagen häufigen Talschultern gebaut werden, wenn nicht die örtliche Besiedlung gestört wird. Niedere Brückenabschnitte hingegen kann man aus Gründen des Landschaftsschutzes auch seitlich einschütten, sodass sie (wie z. B. bei Gries am Brenner) äußerlich wie ein Damm erscheinen.
Die sicherheitstechnische Überwachung von Hangbrücken erfolgt heutzutage bei kritischen Abschnitten mit automatischen Tachymetern oder mittels GPS. Dennoch können unvorhergesehene Beschädigungen eintreten, wie z. B. durch einen überladenen Schwertransport im Oktober 2006 an der Tauernautobahn bei Gmünd in Kärnten.